# Simetria local
En física, una simetria local és una simetria d'alguna quantitat física (p. ex. un observable, un tensor o el lagrangià d'una teoria) que depèn lleugerament del punt de l'espaitemps a la varietat subjacent. Amb aquesta definició, la presència d'una simetria local implica que es pot aplicar una transformació local (p. ex. una transformació local de gauge), de forma que la representació del grup de simetria és una funció de la varietat i es pot considerar que actua de forma diferent en diferents punts de l'espaitemps.
El grup de difeomorfisme és una simetria local i per això tota teoria geomètrica o generalment covariant (p.ex. una teoria les equacions de la qual són equacions tensorials, com per exemple la relativitat general) té simetries locals.
Sovint el terme de simetria local és associat amb simetries de gauge locals en teories de Yang-Mills (com el model estàndard de física de partícules) on el lagrangià és localment simètric sota cert grup de Lie compacte. Les simetries locals de gauge sempre ven acompanyades d'algun camp de gauge bosònic, com el fotó o el gluó, els quals indueixen una força quan calen certes lleis de conservació.

## Exemples
- La relativitat general té una simetria local (covariància general, invariància de difeomorfisme) que poden ser interpretats com a generadors de la força gravitacional.[2]
- La relativitat especial només té una simetria global: la simetria de Lorentz o, de forma més general, la simetria de Poincaré.
- En física de partícules hi ha moltes simetries globals, com la simetria d'isospin SU(2), i simetries locals, com SU(2) de les interaccions febles. El model estàndard de física de partícules consisteix en Teories de Yang-Mills.
- El grup de simetria de supergravetat és una simetria local, mentre que el de la supersimetria és una simetria global.